# Lofi Girl
Lofi Girl (ранее ChilledCow) — французский YouTube-канал и музыкальный лейбл, основанный в 2017 году. На канале ведётся круглосуточная трансляция лоу-фай хип-хоп-музыки на фоне аниме-арта с девочкой, занятой учёбой или отдыхом.

## История
18 марта 2015 года 23-летний студент Димитрий, живший в Париже, создал YouTube-канал, названный ChilledCow. 25 февраля 2017 года на канале началась трансляция лоу-фай хип-хоп-музыки, которая преподносилась как расслабляющая музыка для учёбы или работы. В июле-августе 2017 года трансляция была остановлена за нарушение авторских прав: на стриме использовался отрывок из аниме «Шёпот сердца», в котором Сидзука Цукисима была занята учёбой. В дальнейшем трансляция была вновь запущена с собственной анимацией учащейся девочки.
Вся музыка на трансляции ChilledCow была либо выпущена через лейбл ChilledCow, либо используется на канале с разрешения исполнителя. 22 февраля 2020 года YouTube удалил канал, сославшись на нарушение правил сервиса. К тому времени у канала было уже 4,5 млн подписчиков. По состоянию на май 2020 года, на канале насчитывалось 5,5 млн подписчиков, а стрим имеет постоянный онлайн в 30—50 тысяч человек.
За несколько часов в соцсетях разлетелась новость о закрытии самого популярного лоу-фай стрима. Пользователи ответили шутками о том, что девочка «наконец-то сделала домашнее задание», что явилось отсылкой к локальному мему о том, как героиня стрима несколько лет готовится к экзамену, но пока не чувствует себя готовой на 100 %. С одной стороны, пользователи отреагировали печальной новостью и призывами к сервису восстановить стрим. С другой стороны, были освежены моменты, проведённые со Study Girl. Некоторые пользователи в соцсетях предположили, что за этот период Study Girl могла бы получить 6 высших образований, тратя по 1920 часов на каждое, и выучить 7 самых сложных языков в мире (1729 часов до уровня свободного общения). Люди также вспомнили, как этот эфир помогал им сосредоточиться во время учёбы в университете или подготовки к экзамену.
Благодаря возникшему общественному резонансу, через несколько часов YouTube извинился и восстановил канал, но трансляцию пришлось возобновить. По словам модераторов, приостановка произошла из-за ошибки на стороне платформы. Запись прерванной трансляции длится 13 165 часов (548 дней), что сделало её самым длинным видео на YouTube. За время существования стрима он набрал свыше 200 млн просмотров.
18 марта 2021 года было объявлено о смене названия с «ChilledCow» на «Lofi Girl». Владельцы канала пояснили, что девочка с арта канала стала его узнаваемым символом, а потому она уместно будет смотреться и в названии канала.
В ноябре 2021 года канал достиг отметки в миллиард просмотров. 2 февраля 2022 года канал преодолел отметку в 10 млн подписчиков. На трансляции, непрерывно ведущейся с 22 февраля 2020 года, на тот момент стояло свыше 7 млн лайков. В честь этого канал разыграл 10 годовых стипендий на обучение.
10 июля 2022 года YouTube остановил две трансляции на канале («beats to relax/study to» и «beats to chill/sleep to») после получения запроса от малайзийского лейбла FMC Music Sdn Bhd. Стрим продлился более 20 000 часов, или около 2,5 лет. На тот момент у канала было 10,7 млн подписчиков. Суммарно обе трансляции набрали около 800 млн просмотров; каждая из них была в эфире около 21 000 часов. Вскоре YouTube постановил, что лейбл FMC Music злоупотреблял жалобами о нарушении авторских прав, и его канал был удалён. 12 июля возобновилась трансляция Lofi Girl. Представитель FMC Music заявил, что жалобы отправляли хакеры, получившие доступ к YouTube-аккаунту компании. Владельцы канала Lofi Girl раскритиковали YouTube за то, что жалобы на нарушения авторских прав рассматриваются беспечно, а у видеоблоггеров нет возможности оспорить ложные страйки.
7 апреля 2023 года было загружено видео, в котором Lofi Girl смотрит в окно на мигающий синий свет. В тот же день началась прямая трансляция, демонстрирующая синюю комнату и дверь с обратным отсчетом до 11 апреля 2023 года рядом с ней. 10 апреля 2023 года исчезла анимация Lofi Girl и ее кота. Аудио-музыкальный поток продолжался с неподвижным визуальным фоном, но без лейблов записи и трека. Видео медленно приближалось к открытому окну и в течение 24 часов приближалось к светящемуся синему окну на заднем плане. В 19:00 по французскому времени 11 апреля синяя комната была хорошо видна, и в нее вошел новый персонаж с маленькой собачкой и начал печатать на компьютере. Стрим плавно перешел к просмотру «Synth Boy», который печатает за компьютером, потягивает напиток из кружки, а на переднем плане спит его собака. Это продолжалось в течение нескольких минут, прежде чем камера снова переключилась на исходную комнату Lofi Girl, где Lofi Girl и ее кошка вернулись в комнату. Вторая трансляция продолжает показывать Synth Boy с противоположного ракурса, с его окном на заднем плане.

30 июля 2025 года Lofi Girl закончила обучение— она поделилась видео в образе выпускницы. 
Тем временем на основном канале всё ещё продолжается трансляция, где Lofi Girl по-прежнему сидит за учёбой под Hip-Hop биты.

## Персоназакончила

Girl зимой

Трансляции Lofi Girl сопровождаются анимациями девочки по имени Джейд, занятой учёбой или отдыхом, также известной как Lofi Girl, что в дальнейшем определило название канала.
Изначально на канале использовалась Сидзука Цукисима из аниме «Шёпот сердца» студии «Гибли». В данном аниме есть кадры, на которых молодая девушка сидит за партой в наушниках и, готовясь к занятиям, что-то пишет. Однако с ростом популярности канала это привело к жалобам на нарушение авторских прав, и в 2017 году стрим был заблокирован.
В связи с этим Димитрий решил создать собственного персонажа в аналогичном стиле и начал искать художника. ChilledCow разместил заказ на рисунок «студентки, занятой повторением уроков, в стиле Хаяо Миядзаки». Объявление попало в Школу Эмиля Коля, где в сентябре 2018 года на него откликнулся 27-летний художник Хуан Пабло Мачадо родом из Колумбии. Хуан с детства хотел рисовать и в 2013 году поступил во французскую арт-школу имени пионера французской анимации Эмиля Коля. Следующие 5 лет он жил в Лионе и на последнем курсе колледжа получил предложение нарисовать погружённую в учёбу девушку для канала на YouTube.
Мачадо не был знаком с эстетикой лоу-фая, но создал несколько зарисовок и отправил их заказчику. ChilledCow протестировал несколько рисунков с разными позами девочки, в том числе в позиции лёжа, после которой девочка должна была возвращаться за стол. Эта идея не получила развития, потому что на создание анимации требовалось слишком много времени. Изначально на фоне девочки был просто чёрный холст, что позволило создать анимацию в сжатые сроки, однако в дальнейшем Мачадо решил разместить на фоне окно с видом на Круа-Русс, в котором прожил 5 лет. Мачадо рассказывал французским журналистам, что поначалу анимация должна была быть другой: «На ранних стадиях обсуждения планировалось, что девушка должна что-то писать, а затем откинуться на спинку стула, отвести взгляд и вернуться через пару секунд в исходное положение. Но в итоге решили упростить. <…> Сначала она вообще занималась только ночью под дождём, из-за чего в окне было невозможно ничего увидеть. Это просто сэкономило мне время. Но потом мы добавили детали и смену дня и ночи». В финальной 80-секундной анимации девочка то перелистывает страницу, то немного откидывается на спинку стула, то на мгновение смотрит в окно — а потом всё начинается заново. На голове у неё находятся наушники, в которых играет успокаивающий хип-хоп.
Известно, что авторы черпали вдохновение в японской анимации. Например, канал Chillhop выбрал для иллюстрации стрима пятисекундную гифку с персонажем из аниме Studio Chizu 2012 года «Волчьи дети Амэ и Юки».

## В популярной культуре
Lofi Girl быстро завирусилась и стала интернет-мемом, породив множество пародий и отсылок. Как рассказывал Хуан Пабло Мачадо, он не ожидал, что его работа будет настолько успешной. Ему иногда казалось, что буквально все знают о Lofi Girl. По его словам, девочка, нарисованная для ChilledCow, стала «настоящей иконой» в Южной Корее. В начале 2020 года с аниматором связались представители музея Сеула. Они хотели добавить иллюстрацию в число музейных экспонатов, однако планы сорвались в связи с началом пандемии COVID-19.
Как отмечает интернет-издание TJ, у YouTube-канала ChilledCow трансляция практически не «умирает», а это значит, что Study Girl учится несколько лет подряд без перерыва. Это породило локальный мем о «бесконечной домашке», которую не может закончить девочка — «пользователи всё ждут, что однажды она отложит конспекты в сторону и, наконец, отправится на экзамен, к которому она готовилась всё это время». В социальных сетях ChilledCow публикуются новые фан-арты, добавляющие новые детали к популярному образу.
В мультсериале «Вселенная Стивена: Будущее» Конни изображена сидящей в той же позе, что и Lofi Girl. В рамках маркетинговой кампании Shadowlands, официальный YouTube-канал World of Warcraft опубликовал пародию на Lofi Girl в тематике Warcraft.
В 2019 году Adult Swim выпустил часовой лоу-фай хип-хоп микстейп, в котором место девушки заняли персонажи «Рика и Морти». Также свою вариацию арта опубликовал Уилл Смит, заменив девочку на себя в худи Bel-Air. В конце апреля 2020 года компания Tou Tooth анонсировала линейку игрушек, основанных на лоу-фай стримах и образе Study Girl.
Многие каналы с похожей музыкой начали копировать идею создания собственных персонажей, похожих на Lofi Girl. В сентябре 2020 года на Reddit начался флешмоб, в рамках которого пользователи перерисовывали Lofi Girl в контексте определённой страны или места.
В 2021 году компания Youtooz выпустила 30-сантиметровую фигурку Lofi Girl со столом и школьными принадлежностями.
В 2022 году The Walt Disney Company выпустила сборник лоу-фай ремейков классических песен Disney. Альбом рекламировался как сборник, созданный Минни Маус, и критики отмечали очевидное влияние Lofi Girl.

## Критика
Аудитория Lofi Girl стабильно росла с начала трансляции. Многие журналисты отмечали, что лоу-фай-музыка действительно помогает сконцентрироваться на работе, в частности, об этом писали Фареид Эль Гафи из Washington Square News, Ксавье Пьедра из Mashable, а также редакции The A.V. Club и Rolling Stone. Ксавье Пьедра также похвалил канал за регулярно обновляющийся плейлист, благодаря которому на канале можно услышать как старые проверенные треки, так и что-то новое. Вивиан Тан из Red Bull назвал музыку ChilledCow лучшим из существующих лоу-фай-плейлистов. В 2019 году сатирическое издание Hard Drive написало ироничное сообщение о том, что девушка завалила тест, несмотря на 4 года зубрёжки.

### Комментарии
1. ↑  Фамилия неизвестна. The New York Times в своей статье отметил, что «Димитрий попросил не указывать свою фамилию»[2].